# Ruth Cohn
Ruth Charlotte Cohn (* 27. August 1912 in Berlin; † 30. Januar 2010 in Düsseldorf) war eine deutsche Psychoanalytikerin und die Begründerin der Themenzentrierten Interaktion (TZI). Sie gehörte zu den einflussreichsten Vertretern der humanistischen und der psychodynamischen Psychologie.

## Leben
Ruth C. Cohn wurde als zweites Kind der assimilierten jüdischen Familie Hirschfeld geboren und wuchs streng erzogen, jedoch wohlbehütet, in gutbürgerlichen Verhältnissen auf. Ihr Vater war Bankier, ihre Mutter stammte aus einer Mainzer Kaufmannsfamilie. 1931/1932 studierte sie Nationalökonomie und Psychologie an der Universität Heidelberg und der Friedrich-Wilhelms-Universität in Berlin. Nach der „Machtergreifung“ der Nationalsozialisten 1933 und nach beklemmenden und beängstigenden Erfahrungen mit diesem System flüchtete sie von Berlin nach Zürich, wo sie Psychologie studierte und sich durch Medard Boss zu einer von der Schweizerischen Gesellschaft für Psychoanalyse anerkannten Psychoanalytikerin ausbilden ließ. Zusätzlich studierte sie Pädagogik, Theologie, Literatur und Philosophie an der Universität Zürich.
1941 wanderte sie in die USA aus. Hier absolvierte sie 1941 und 1942 zunächst eine Ausbildung in Early Childhood Progressive Education an der Bankstreet School (später College) in New York City und betrieb gleichzeitig von 1941 bis 1944 psychotherapeutische Studien, insbesondere zu den Arbeiten von Harry Stack Sullivan am William Alanson White Institute in New York und an der Columbia University, wo sie mit dem Master’s Degree (M.A.) und als Diplompsychologin abschloss.
Anschließend betrieb sie eine private psychotherapeutische Praxis in New York City und entfernte sich nicht zuletzt durch die Ausbildung in Gruppentherapie bei Pionieren wie Asya Kadis, Sandy Flowermann und Alexander Wolf zunehmend von der klassischen Psychoanalyse hin zur Erlebnistherapie. Zwischenzeitlich war Cohn auch am Aufbau der NPAP (National Psychological Association for Psychoanalysis) beteiligt und begann Anfang der 1960er Jahre erstmals damit, Methoden der Themenzentrierten Interaktion (TZI) in Wirtschaftsunternehmen einzuführen. Sie machte noch von 1965 bis 1966 eine Zusatzausbildung in Gestalttherapie bei Fritz Perls und gründete 1966 in New York und 1972 in der Schweiz das Workshop Institute for Living-Learning (WILL), das Institut für Ausbildung, Forschung und Praxis von TZI (Theme Centered Interaction, TCI).

TZI-Dreieck

Von der Psychoanalyse zur Themenzentrierten Interaktion war der Titel ihres ersten Buches und zugleich die Überschrift ihres beruflichen Lebenswerkes. Mit der TZI hatte sie ein wissenschaftlich fundiertes Regelwerk und theoretisch begründetes Konzept geschaffen, das helfen sollte, entgleiste Diskussionen hauptsächlich in den Bereichen Arbeit und Ausbildung wieder in geordnete Bahnen zu überführen.
Im Jahr 1974 kehrte sie nach Europa zurück und hatte ihren Wohnsitz bis 2002 in Hasliberg-Goldern (Schweiz), wo sie eine freie Praxis betrieb und als Lehrerin für TZI und bis 1998 als Beraterin für das Kollegium in der Ecole d’Humanité in Hasliberg-Goldern tätig war. Hier entstand ihr autobiographisch geprägtes Buch Gelebte Geschichte der Psychotherapie, an dem ihr verstorbener Kollege Alfred Farau (1904–1972) mitgewirkt hatte.
Sie lebte danach bis zu ihrem Tod in Düsseldorf und wurde am 6. Februar 2010 in Langenfeld bei Düsseldorf beigesetzt. Zu ihrem 100. Geburtstag wurde am 27. August 2012 in der Mommsenstrasse 55 (Berlin-Charlottenburg) eine Gedenktafel enthüllt. Ruth Cohn lebte bis 1933 in diesem Haus.

## Lehrtätigkeiten Ruth Cohns
- 1957–1973: Lehrtätigkeit am Center for Psychotherapy (später Center for Mental Health) in der Abteilung Gruppentherapie
- ab 1962: aktives Mitglied der American Academy of Psychotherapists, Treffpunkt von Vertretern neuer und klassischer psychotherapeutischer Methoden, u. a. George Bach, Fritz Perls, Carl Rogers, Virginia Satir, John Warkentin, Carl Whitaker
- 1973: Gastprofessorin für TZI an der Clark University, Massachusetts

## Auszeichnungen
- 1971: Psychologist of the Year Award, Auszeichnung der New York Society for Clinical Psychology
- 1979: Ehrendoktorwürde (Dr. phil. h. c.) der Psychologischen Fakultät der Universität Hamburg
- 1992: Großes Verdienstkreuz der Bundesrepublik Deutschland
- 1994: Ehrendoktorwürde (Dr. phil. h. c.) des Instituts für Psychologie der Philosophisch-historischen Fakultät der Universität Bern
- 2009: Integrationspreis der Stiftung Apfelbaum

## Schriften

### Bücher
- … inmitten aller Sterne… Gedichte. Vorwort von Frederick Paulsen. Englewood, New Jersey 1949; 2. Auflage: Fisher, New York 1952.
- Von der Psychoanalyse zur Themenzentrierten Interaktion. Klett-Cotta, Stuttgart 1975; 16. Auflage. 2009, ISBN 978-3-608-95288-9.
- mit Alfred Farau: Gelebte Geschichte der Psychotherapie (= Konzepte der Humanwissenschaften). Klett-Cotta, Stuttgart 1984; 2., erweiterte Auflage. 1999, ISBN 3-608-94178-9.
- Es geht ums Anteilnehmen: Perspektiven der Persönlichkeitsentfaltung in der Gesellschaft der Jahrtausendwende (= Herder-Spektrum, Band 4224). Herder, Freiburg im Breisgau 1989; ergänzte Neuauflage 1993, ISBN 3-451-04224-X.
- Zu wissen, dass wir zählen. Gedichte, Poems. Zytglogge, Gümligen 1990, ISBN 3-7296-0355-8.
- hrsg. mit Christina Terfurth: Lebendiges Lehren und Lernen. Klett-Cotta, Stuttgart 1993; 2. Auflage 1995, ISBN 3-608-95547-X.
- mit Irene Klein: Großgruppen gestalten mit Themenzentrierter Interaktion. Ein Weg zur lebendigen Balance zwischen Einzelnen, Aufgaben und Gruppe. Grünewald, Mainz 1993.

### Aufsätze
- Zu wenig geben ist Diebstahl, zu viel geben ist Mord! (Interview von Otto Herz). In: betrifft: erziehung, Band 14, 1981, Heft 1, S. 22–27.
- Gucklöcher – Zur Lebensgeschichte von TZI und Ruth Cohn. In: Gruppendynamik, Band 25, Heft 4 (Dezember 1994), S. 345–370.
- Das Konzept des Widerstands in der Themenzentrierten Interaktion. Vom psychoanalytischen Konzept des Widerstands über das TZI-Konzept der Störung zum Ansatz einer Gesellschaftstherapie. In: Hilarion Petzold: Widerstand. Ein strittiges Konzept in der Psychotherapie. Junfermann, Paderborn 1981, S. 255–282.
- mit Friedemann Schulz von Thun: Wir sind Politiker und Politikerinnen – wir alle! Dialog in: Rüdiger Standhardt, Cornelia Löhmer (Hrsg.): Zur Tat befreien. Gesellschaftspolitische Perspektiven von TZI-Gruppenarbeit. Matthias-Grünewald-Verlag, Mainz 1994, S. 30–62.
- mit Paul Matzdorf: Themenzentrierte Interaktion. In: Raymond J. Corsini (Hrsg.): Handbuch der Psychotherapie. Beltz, Weinheim/Basel 1983.